# There Be Dragons
There Be Dragons is een actiefilm geschreven en geregisseerd door Roland Joffé, een Britse filmregisseur die vooral beroemd werd door zijn films The Mission en The Killing Fields. There Be Dragons is een drama dat zich afspeelt in de Spaanse Burgeroorlog en thema’s behandelt zoals verraad, liefde en haat, vergeving, vriendschap en zingeving. De film die in maart 2011 in première ging, verhaalt over rebellerende soldaten, een journalist, zijn vader en een echte priester.
Die priester is Jozefmaria Escrivá, een in 2002 heilig verklaarde katholieke priester en stichter van het Opus Dei, die ook de heilige van het dagelijkse leven wordt genoemd.
In de film spelen de acteurs Charlie Cox (Stardust; Casanova), Wes Bentley (American Beauty), Rodrigo Santoro (300), Derek Jacobi (I, Claudius), Golshifteh Farahani (Body of Lies), Dougray Scott (Dr. Jekyll and Mr. Hyde; Desperate Housewives), Olga Kurylenko (Quantum of Solace; Max Payne), Unax Ugalde (Love in the Time of Cholera; Bon Appétit), Geraldine Chaplin (Les Uns et les Autres) en Lily Cole (Rage; The Imaginarium of Doctor Parnassus).

## Verhaal
Het verhaal gaat over het leven van twee jonge mensen, Jozefmaria Escrivá (Charlie Cox) en Manolo Torres (Wes Bentley), jeugdvrienden die zich van elkaar vervreemden tijdens de politieke onrust van het vooroorlogse Spanje en vaststellen dat ze bij het uitbreken van de Spaanse Burgeroorlog tegenover elkaar blijken te staan. Jozefmaria kiest vrede, wordt priester en zet zich in om de boodschap van verzoening te verspreiden door het Opus Dei (Werk van God) te stichten.
Manolo kiest oorlog en wordt spion voor de fascisten. In die periode wordt hij geobsedeerd door de mooie Hongaarse revolutionaire Ildiko, die zich uit overtuiging en met passie heeft aangesloten bij de linkse militia. Maar Ildiko wijst hem af en valt voor de charmes van de moedige militialeider Oriol. Uit jaloezie begeeft Manolo zich op het pad van verraad.
Hij begaat daden die hem de rest van zijn leven blijven achtervolgen. Alleen op Manolo’s sterfbed zal Jozefmaria’s boodschap van vergeving en verzoening een diepe indruk maken op hemzelf en op zijn van hem vervreemde zoon Robert (de journalist), die dan pas voor het eerst hoort over het duistere verleden van zijn vader.
Als de persoonlijke en nationale strijd woeden, botsen de levens van de hoofdrolspelers en komen hun diepste twijfels aan het licht. Alleen dan worden zij geconfronteerd met de ultieme keuzes die kunnen leiden tot tragedie of triomf en kans op uiteindelijke verzoening.

## Rolverdeling
| Acteur              | Personage                             |
| ------------------- | ------------------------------------- |
| Charlie Cox         | Jozefmaria Escrivá                    |
| Wes Bentley         | Manolo                                |
| Rodrigo Santoro     | Oriol, linkse revolutionair           |
| Derek Jacobi        | Honorio                               |
| Golshifteh Farahani | Leila, vriendin van Robert            |
| Olga Kurylenko      | Ildiko, Hongaarse revolutionaire      |
| Unax Ugalde         | Pedro, een jonge priester             |
| Geraldine Chaplin   | Abileyza                              |
| Lily Cole           | Aline                                 |
| Dougray Scott       | Robert, journalist en zoon van Manolo |

## Productie
De film is geproduceerd door de regisseur Roland Joffé. Coproducers zijn Guy J. Louthan and twee leden van het Opus Dei Ignacio G. Sancha en Ignacio Núñez.
Ignacio G. Sancha en Ignacio Núñez hebben een fonds opgericht die middelen heeft verkregen uit private-equityfondsen en andere institutionele en private investeerders.
Het mediabedrijf Antena 3, de eerste commerciële zender van Spanje, investeerde eveneens in de film van Joffé. De productiefaciliteiten zijn geleverd door Morena Films in Spanje en Historias Cinematográficas in Argentinië.
De New York Times, die de film een religieus drama noemde, meldde dat een ander script geschreven door Barbara Nicolosi eerst is aangeboden aan Hugh Hudson en Alejandro González Iñárritu die het beiden afwezen. Ook Joffé wees in eerste instantie het aanbod af om regisseur van de film te worden. "Maar hij zei zijn mening te hebben herzien na het zien van een video van Escrivá die een vraag van een Joods meisje, dat zich tot het katholicisme wilde bekeren, beantwoordde door te zeggen te wachten, omdat het respectloos ten opzichte van haar ouders zou zijn. ‘Ik vond dat bijzonder ruimhartig,’ aldus Joffé”.
Vanaf dat moment besloot Joffé voor de regie te tekenen. Hij stelde als voorwaarde dat hij als producer het script geheel opnieuw zou mogen schrijven. “Door het schrijven van zijn eigen script, kwam Joffé met een gecompliceerde plot waarin een jonge journalist ontdekt dat zijn van hem vervreemde vader een lang verborgen connectie heeft met Escrivá,” aldus de New York Times. Joffé reisde voor aanvullend onderzoek naar Spanje, Italië en Zuid-Amerika om zijn script te kunnen schrijven.
Om de rechten voor het script veilig te stellen liet Joffé de Writers Guild of America (WGA) het script beoordelen. De WGA oordeelde dat de eer voor het script “written by Roland Joffé” moet zijn, de hoogst mogelijke toekenning. Met dit besluit heeft de WGA bevestigd dat Joffé’s filmscenario geheel origineel is en dat het script dat werd geschreven door Barbara Nicolosi geen enkele relatie heeft met de film There be Dragons.
Tijdens een persconferentie in Buenos Aires op 24 augustus 2009, verklaarde Sancha dat hun “rol is om ruimte te creëren voor de creativiteit van Roland, die als regisseur geheel de vrije hand heeft. De waarde van het project ligt gelegen in het feit dat iemand geheel onafhankelijk is van het onderwerp of de Katholieke Kerk, en die agnostisch is, en Jozefmaria Escrivá volgens zijn eigen inzichten portretteert.”
Aan de film There Be Dragons werkte de Argentijnse production director Eugenio Zanetti die in 1996 een Oscar won voor Restoration. De costume designer voor deze film is Yvonne Blake die een Oscar won voor de film Nicholas and Alexandra en de kostuums ontwierp voor Superman. De tweevoudig Oscar-winnaar Michele Burke verzorgde de make-up special effects. Stephan Warbeck, die een Oscar won voor Shakespeare in Love, componeerde de soundtrack. Richard Nord, genomineerd voor The Fugitive, was de film editor.
Father John Wauck, priester van het Opus Dei, was tijdens de opnames adviseur en vervulde dezelfde rol als Daniel Berrigan voor Jeremy Irons in The Mission. Louis Gordon, een voormalig woordvoerder van de prelatuur van het Opus Dei, verklaarde: “Het filmteam vroeg ons om hulp bij het verzamelen van informatie en wij gaven hen toegang tot documentatie.”

## Ontvangst
De film werd slecht onthaald door de critici en was ook qua box office geen succes. .